# Piéla
Piela là một tổng thuộc  Gnagna (tỉnh) ở phía bắc  Burkina Faso. Dân số năm 2006 là 55.672 người. Thủ phủ là thị xã Piela..

## Các thị xã và làng xã
Badalgou, Banoassi, Bouskomi, Dabesma, Dabilgou, Diabatou, Djoari, Dorongou, Doyana, Gaboassi, Gori, Guimboari, Kalari, Kalembaogo, Kankalsi, Karimama, Kongaye, Korindiaka, Korongou, Kotouri, Kouri, Langnoassi, Margou, Marmiga, Nakodou, Nalongou, Namagdou, Namoungou, Noali, Sorgou, Souroungou, Tangaye, Tiabdou, Tiongo-Lampiadi, Tiongo-Pani, Tiongo-Pori và Tougoudadou.